# Dette publique des États de la zone euro
Cet article traite de la dette publique des États de la zone euro en pourcentage du produit intérieur brut (PIB), ainsi qu'en montants nominaux et par habitant (en euros), sur la base des statistiques publiées en avril 2019 par Eurostat (dettes de l'année 2018) .

## Principes
La mise en place de l'euro correspond à la mise en place d'une discipline budgétaire, conformément à l'article 126 du Traité sur le fonctionnement de l'Union européenne. Les textes communautaires veulent donc encadrer la dette.

### Périmètre de la dette
L'approche communautaire est une approche globale qui va intégrer l'ensemble des administrations publiques et interdit tout transfert entre les administrations publiques.

### Obligations résultant du droit communautaire
- Situation à la fin de l'année 2019 :
  - Pays respectant les critères de Maastricht.
  - Pays respectant les critères sur un point seulement.
  - Pays avec dette et déficit public modérés.
  - Pays avec dette forte et déficit public modéré.
  - Pays avec dette et déficit public forts.
  - Pays avec déficit et dette très forts, pays en difficulté.
- Situation à la fin de l'année 2020 :
  - Pays respectant les critères de Maastricht.
  - Pays respectant les critères sur un point seulement.
  - Pays avec dette et déficit public modérés.
  - Pays avec déficit public modéré.
  - Pays avec dette et déficit public forts.
  - Pays avec déficit et dette très forts, pays en difficulté.
- Situation à la fin de l'année 2023 :
  - Pays respectant les critères de Maastricht.
  - Pays respectant les critères sur un point seulement.
  - Pays avec dette et déficit public modérés.
  - Pays avec déficit public modéré.
  - Pays avec dette et déficit public forts.
  - Pays avec déficit et dette très forts, pays en difficulté.

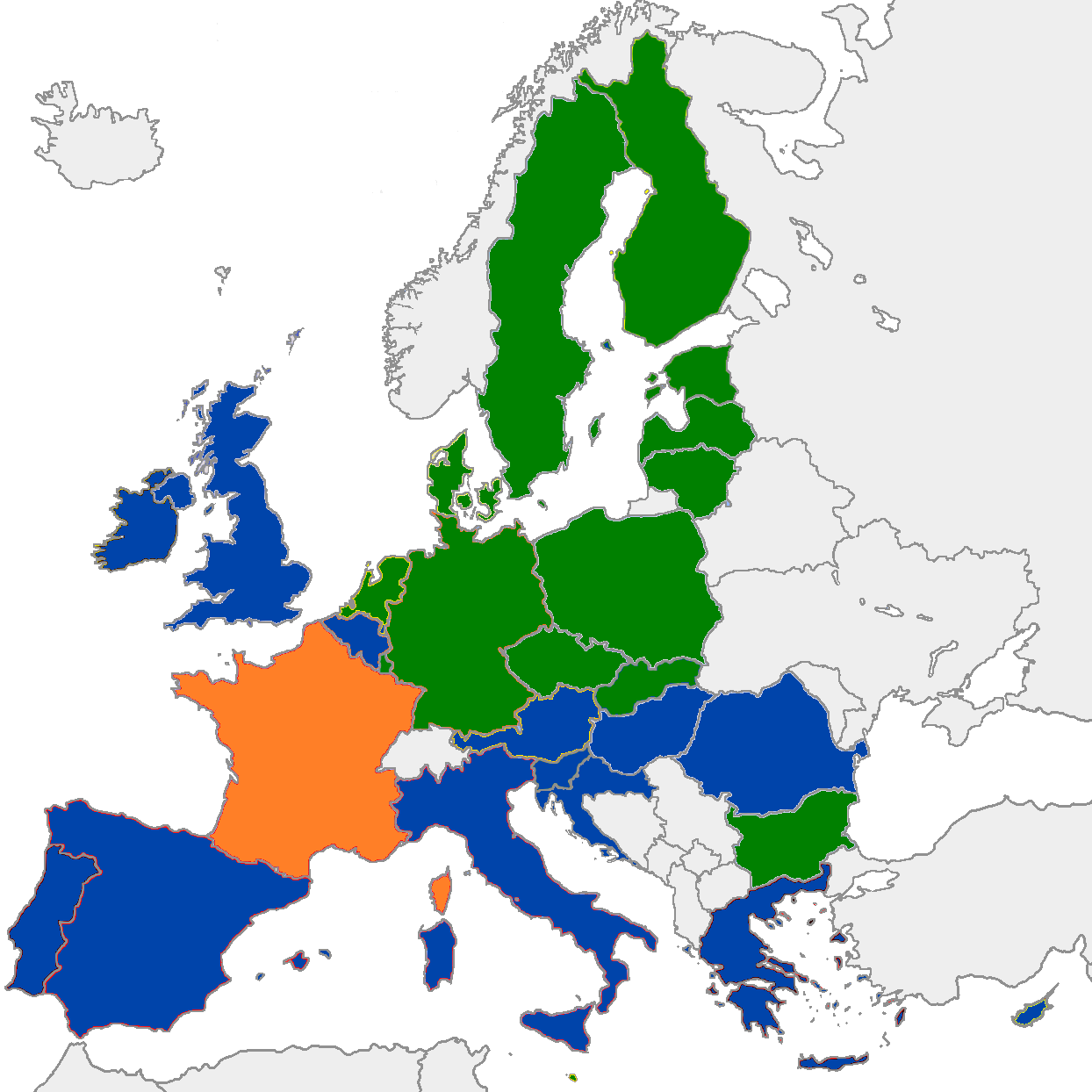
Situation à la fin de l'année 2019 : Pays respectant les critères de Maastricht. Pays respectant les critères sur un point seulement. Pays avec dette et déficit public modérés. Pays avec dette forte et déficit public modéré. Pays avec dette et déficit public forts. Pays avec déficit et dette très forts, pays en difficulté.
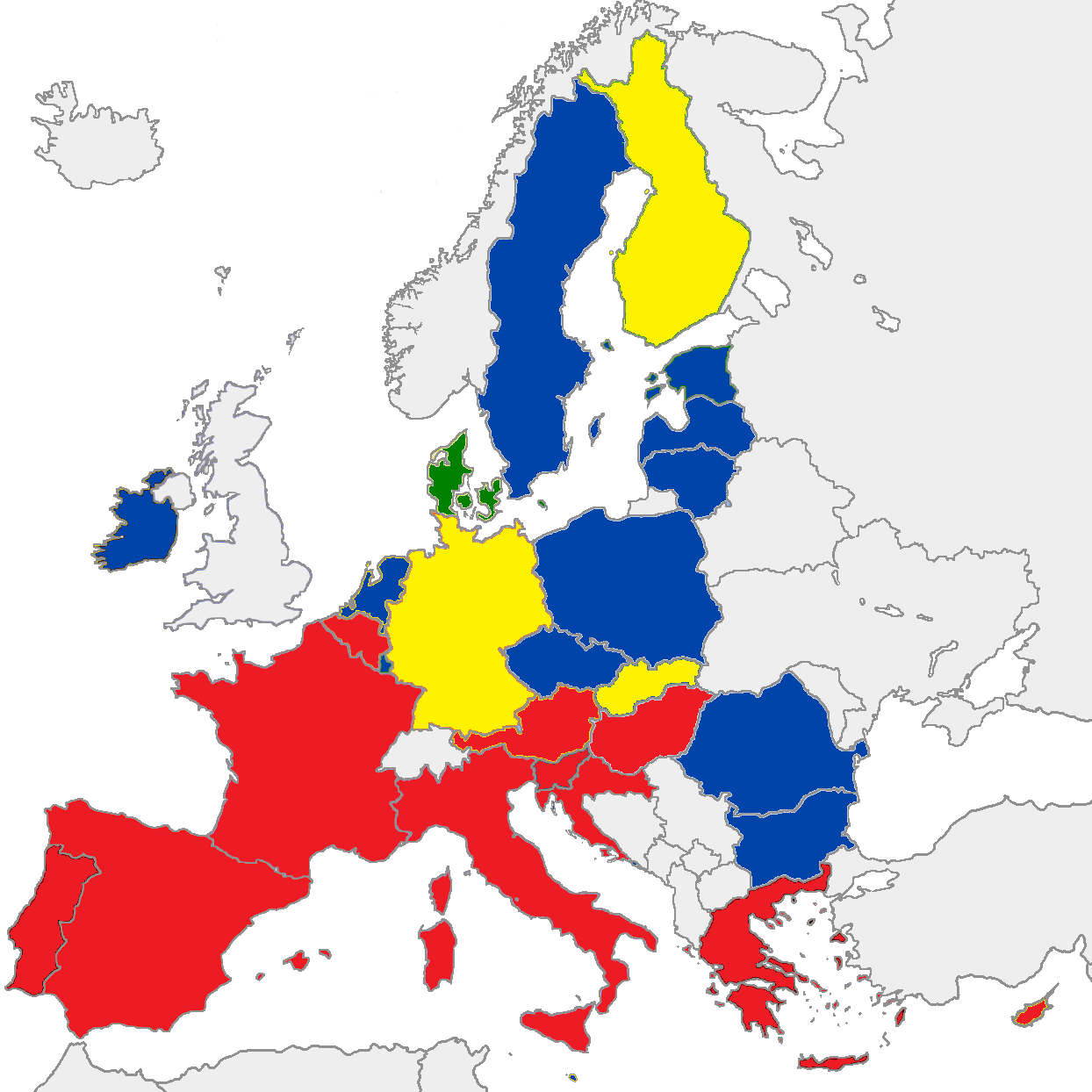
Situation à la fin de l'année 2020 : Pays respectant les critères de Maastricht. Pays respectant les critères sur un point seulement. Pays avec dette et déficit public modérés. Pays avec déficit public modéré. Pays avec dette et déficit public forts. Pays avec déficit et dette très forts, pays en difficulté.
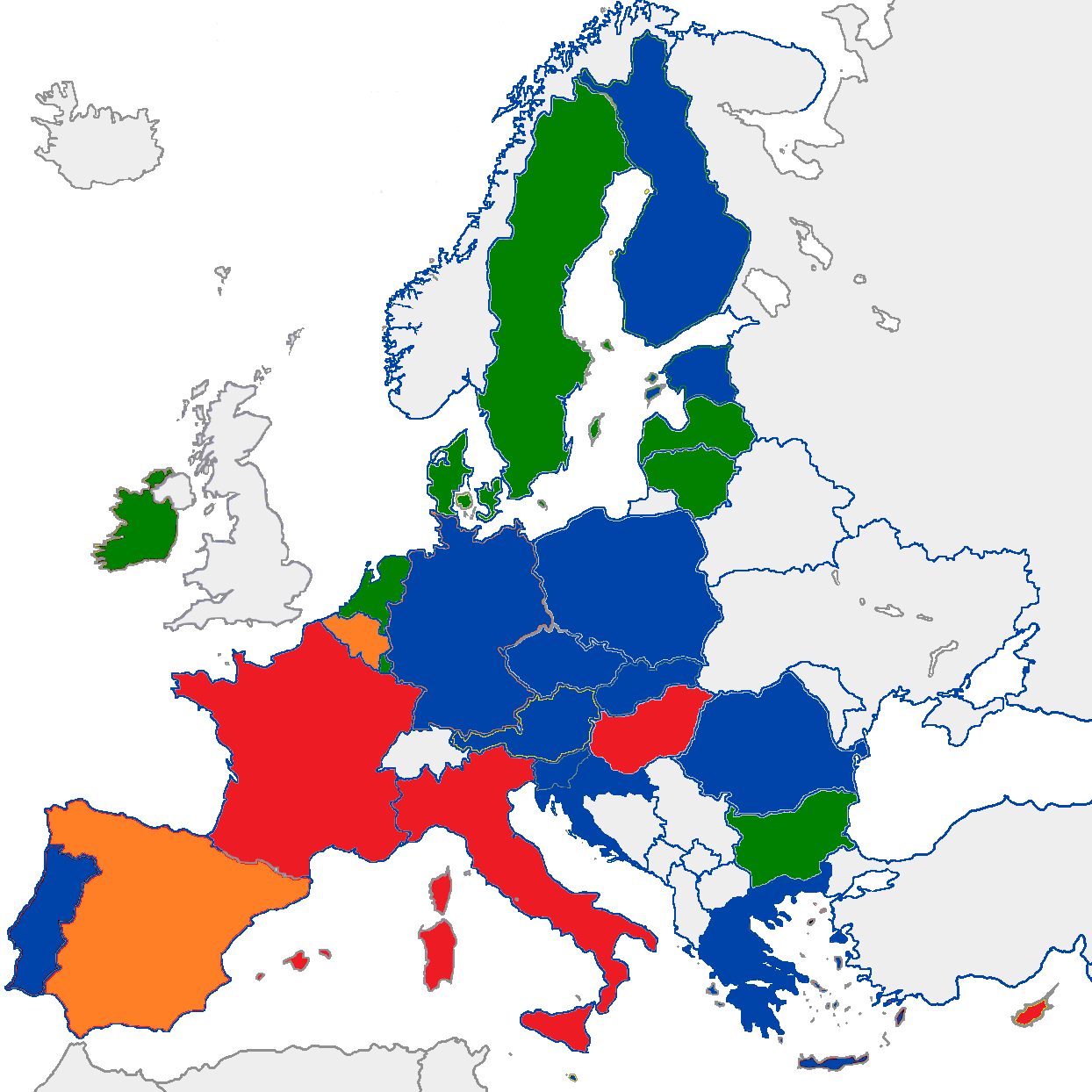
Situation à la fin de l'année 2023 : Pays respectant les critères de Maastricht. Pays respectant les critères sur un point seulement. Pays avec dette et déficit public modérés. Pays avec déficit public modéré. Pays avec dette et déficit public forts. Pays avec déficit et dette très forts, pays en difficulté.

Les quatre critères de convergence sont définis dans l'article 121 du traité instituant la Communauté européenne, ils imposent la maîtrise de l'inflation, de la dette publique et du déficit public, la stabilité du taux de change et la convergence des taux d'intérêt.
Les seuils à respecter sont les suivants : 
- Le déficit public ne doit pas dépasser 3 % du PIB.
- La dette publique ne doit pas excéder 60 % du PIB.

Ces seuils sont assortis d'une procédure d'alerte en cas de déficit ou de rapprochement. Cela oblige les États à faire des propositions et essayer de revenir en dessous des niveaux requis, afin que la dette puisse être soutenable. En cas de manquement, des sanctions juridiques pourraient être appliquées.

## Dettes par États
La dette publique de la plupart des États est libellée en euro à plus de 90 %.
La dette des 27 pays de l'Union européenne est retombée, au 31 décembre 2022, à plus de 13 000 G€ (milliards d'euros), soit 84 % de leur PIB total. Pour les vingt pays de la zone euro, la dette publique représente 91,6 % du PIB. Ces ratios d'endettement ont diminué de quatre points de PIB en un an, grâce au rebond de l'économie post-Covid et surtout à la flambée des prix qui a frappé l'Europe ; en gonflant le PIB, l'inflation améliore mécaniquement le ratio d'endettement. Les disparités restent énormes : la dette publique de l'Estonie est inférieure à 20 % de son PIB et les Pays-Bas, la Suède et la plupart des pays d'Europe centrale et orientale, à l'exception de la Hongrie, sont tous en dessous du seuil de 60 %, mais six pays dépassent toujours 100 % du PIB : Grèce (171,3 %), Italie (144,4 %), Portugal (113,9 %), Espagne (113,2 %), France (111,6 %) et Belgique (105,1 %). L'amélioration dépasse cinq points de PIB en un an en Espagne et en Italie, atteint onze points au Portugal et même 23 points de PIB en Grèce, mais en France, où l'inflation a été plus modérée que chez ses voisins, elle est limitée à 1,3 point.
En 2020, la dette des états de l'Union européenne s'élève à 12 078 milliards d'euros, soit 90,7 % du PIB total des 27 pays membres. Pour la seule zone euro, la dette s'élève à 11 108 milliards d'euros, soit 98,0 % du PIB total des 19 pays membres.
| Pays unité                       | Dette publique/PIB % | Dette publique/habitant € | Population millions | Dette publique milliards € |
| -------------------------------- | -------------------- | ------------------------- | ------------------- | -------------------------- |
| Grèce                            | 205,6                | 31 922                    | 10,7                | 341                        |
| Italie                           | 155,8                | 43 427                    | 59,3                | 2 573                      |
| Portugal                         | 133,6                | 26 266                    | 10,3                | 270                        |
| Espagne                          | 120,0                | 28 391                    | 47,4                | 1 346                      |
| Chypre                           | 118,2                | 27 711                    | 0,90                | 25                         |
| France                           | 115,7                | 39 306                    | 67,4                | 2 650                      |
| Belgique                         | 114,1                | 44 520                    | 11,6                | 515                        |
| Croatie                          | 88,7                 | 10 897                    | 4,0                 | 44,0                       |
| Autriche                         | 83,9                 | 35 392                    | 8,9                 | 315                        |
| Slovénie                         | 80,8                 | 17 747                    | 2,1                 | 37,4                       |
| Hongrie                          | 80,4                 | 11 283                    | 9,7                 | 109,8                      |
| Allemagne                        | 69,8                 | 27 965                    | 83,2                | 2 326                      |
| Finlande                         | 69,2                 | 29 683                    | 5,5                 | 164                        |
| Slovaquie                        | 60,6                 | 9 971                     | 5,5                 | 55,2                       |
| Irlande                          | 59,5                 | 43 579                    | 5,0                 | 218                        |
| Pologne                          | 57,5                 | 7 702                     | 37,8                | 291                        |
| Pays-Bas                         | 54,5                 | 24 889                    | 17,5                | 435                        |
| Malte                            | 54,3                 | 13 488                    | 0,52                | 7,0                        |
| Lituanie                         | 47,3                 | 8 248                     | 2,8                 | 23,0                       |
| Roumanie                         | 47,3                 | 5 278                     | 19,4                | 101                        |
| Lettonie                         | 43,5                 | 6 735                     | 1,9                 | 12,8                       |
| Danemark                         | 42,2                 | 22 597                    | 5,8                 | 132                        |
| Suède                            | 39,9                 | 18 599                    | 10,4                | 193                        |
| Tchéquie                         | 38,1                 | 7 876                     | 10,7                | 84,3                       |
| Bulgarie                         | 25,0                 | 2 195                     | 6,9                 | 15,2                       |
| Luxembourg                       | 24,9                 | 25 303                    | 0,6                 | 15,9                       |
| Estonie                          | 18,2                 | 3 724                     | 1,3                 | 5,                         |
| Union européenne (moyenne/total) | 90,7                 | 21 097                    | 447,0               | 12 078                     |
| Sources : Eurostat,              |                      |                           |                     |                            |

Un vaste programme de rachat de dette souveraine des États membres de l'UE est prévue en vue de la relance de la croissance européenne. Le curseur est placé à 60 milliards d'euros par mois et ce pendant plus d'une année jusqu'en septembre 2016 et en tout état de cause jusqu'à ce que l'inflation soit revenue sur une trajectoire en phase avec l'objectif d'être proche de 2 %. En mars 2015, l'Eurosystème commencera ainsi à racheter les titres d'investissement libellés en euros émis par les gouvernements de la zone euro, les agences et les institutions de l'UE, ceci sur le marché secondaire, a indiqué Mario Draghi. Ceci n'aura aucune incidence directe sur la dette des états, qui ne fera que changer de créancier, mais injectera plus de 1 100 milliards d'euros de liquidités dans l'économie européenne.

### Graphiques

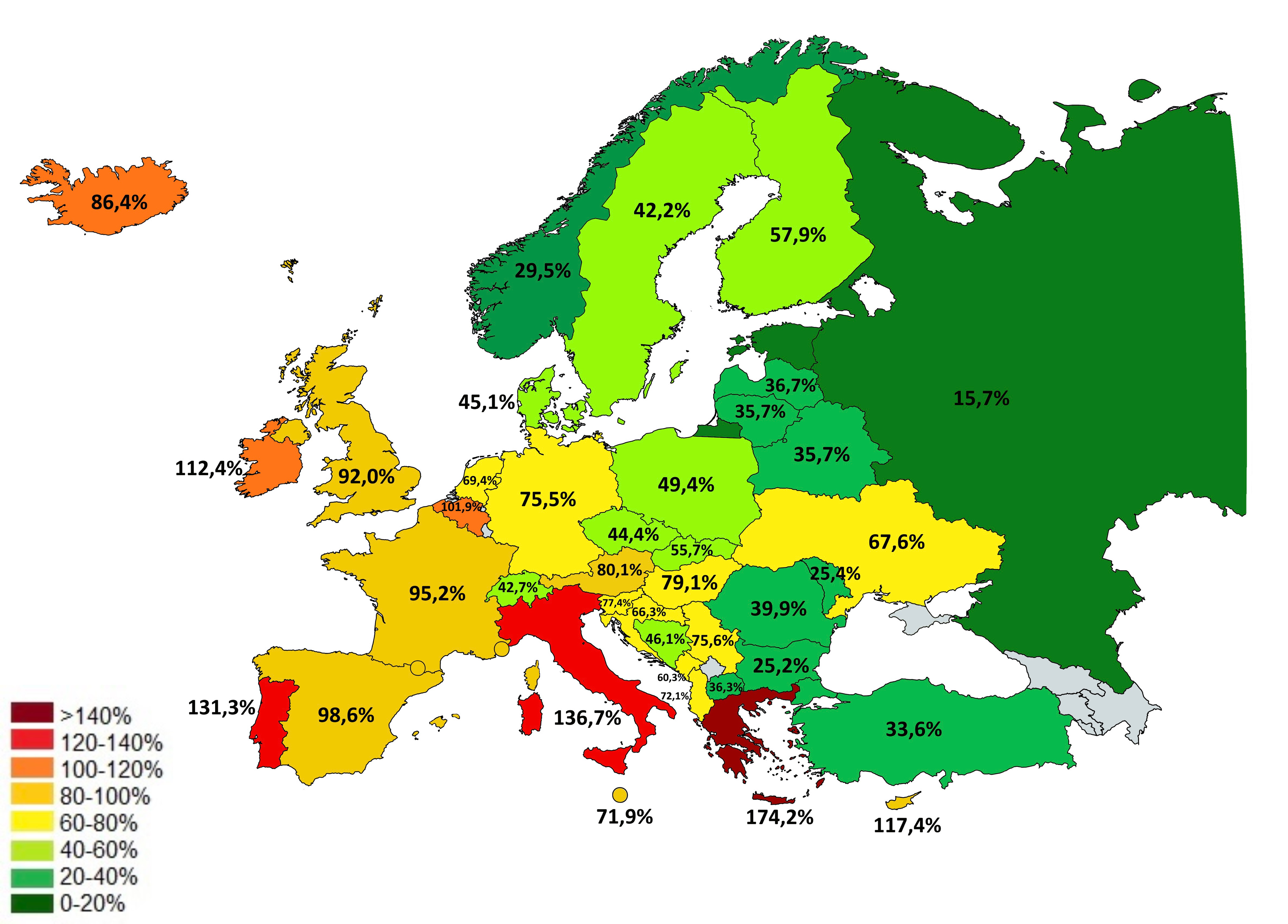
Dettes publiques des états européens en % du PIB en 2014.